# محمدآباد (کرند)
محمدآباد، کرند روستایی در دهستان کرند، بخش مرکزی شهرستان بشرویه در استان خراسان جنوبی است. جمعیت این روستا در سال ۱۳۸۵، ۲۶ نفر بوده‌است.